# A magyar női labdarúgó-válogatott 2012. április 4-i mérkőzése
Előző mérkőzés - Következő mérkőzés
A magyar női labdarúgó-válogatott Európa-bajnoki-selejtező mérkőzése Norvégia ellen, 2012. április 4-én, amelyen a magyar válogatott 5–0-s vereséget szenvedett.

## Keretek
A magyar női labdarúgó-válogatott 2012. április 1-jén utazott Kecskemétre, a mérkőzés helyszínérre. Kiss László szövetségi edző nem számíthatott Demeter Rékára és Jakab Rékára.
| Magyarország      | Magyarország | Magyarország | Magyarország       |
| Név               | Kor          | Vál./Gól     | Klub               |
| ----------------- | ------------ | ------------ | ------------------ |
| Szőcs Réka        | 22 éves      | 27 / 0       | MTK Hungária       |
| Papp Eszter       | 22 éves      | 5 / 0        | Viktória FC        |
| Szeitl Szilvia    | 24 éves      | 32 / 0       | 1. FC Femina       |
| Tálosi Szabina    | 23 éves      | 31 / 2       | Viktória FC        |
| Tóth II Alexandra | 21 éves      | 24 / 0       | Viktória FC        |
| Megyeri Boglárka  | 24 éves      | 12 / 1       | Viktória FC        |
| Gál Tímea         | 27 éves      | 38 / 0       | Volosz             |
| Szabó Boglárka    | 19 éves      | 9 / 0        | Astra Hungary FC   |
| Smuczer Angéla    | 30 éves      | 68 / 1       | MTK Hungária       |
| Papp Dóra         | 21 éves      | 12 / 1       | MTK Hungária       |
| Csiszár Henrietta | 17 éves      | 4 / 0        | Ferencvárosi TC    |
| Sipos Lilla       | 19 éves      | 16 / 4       | Viktória FC        |
| Rácz Zsófia       | 23 éves      | 31 / 2       | Viktória FC        |
| Szuh Erika        | 22 éves      | 16 / 1       | Lokomotive Leipzig |
| Pádár Anita       | 33 éves      | 93 / 31      | MTK Hungária       |
| Dombai-Nagy Anett | 32 éves      | 65 / 28      | Astra Hungary FC   |
| Vágó Fanny        | 20 éves      | 34 / 14      | MTK Hungária       |
| Zágor Bernadett   | 22 éves      | 16 / 1       | MTK Hungária       |

| Norvégia | Norvégia | Norvégia | Norvégia |
| Név      | Kor      | Vál./Gól | Klub     |
| -------- | -------- | -------- | -------- |

 megjegyzés: Az adatok a mérkőzés napjának megfelelőek!

## Az összeállítások
| 2012. április 4. 17:00 (UTC+1) |

| Magyarország | 0 – 5   | Norvégia                                               |
| ------------ | ------- | ------------------------------------------------------ |
|              | (0 – 2) | Pedersen 8' Tofte Ims 30' Hansen 46' 64' Stensland 60' |

| Széktói Stadion, Kecskemét Játékvezető: Sofia Karagiorgi (CYP) |

| Magyarország | Norvégia |

| MAGYARORSZÁG:        |    |                   |         |
|                      |    |                   |         |
| K                    | 1  | Szőcs Réka        |         |
| V                    | 2  | Szabó Boglárka    |         |
| V                    | 9  | Szeitl Szilvia    |         |
| V                    | 18 | Tálosi Szabina    |         |
| V                    | 5  | Gál Tímea         |         |
| VKP                  | 6  | Smuczer Angéla    |         |
| VKP                  | 15 | Rácz Zsófia       |         |
| TKP                  | 21 | Zágor Bernadett   | 73'     |
| TKP                  | 23 | Szuh Erika        | 66'     |
| TKP                  | 7  | Sipos Lilla       | 56'     |
| CS                   | 8  | Pádár Anita       | 65'     |
| Cserék:              |    |                   |         |
| K                    | 12 | Papp Eszter       |         |
| KP                   | 3  | Csiszár Henrietta | 56' 86' |
| KP                   | 4  | Tóth II Alexandra |         |
| CS                   | 10 | Vágó Fanny        | 65'     |
| KP                   | 11 | Dombai-Nagy Anett | 73'     |
| KP                   | 19 | Megyeri Boglárka  |         |
| KP                   | 20 | Papp Dóra         |         |
| Szövetségi kapitány: |    |                   |         |
| Kiss László          |    |                   |         |

| NORVÉGIA: |  |
|           |  |

## A mérkőzés
| „             | Az első félidőben csak az egyéni hibáink miatt kerültünk hátrányba, a szünet után kapott gyors gólt követően azonban, be kell vallani, összeomlottunk. Sajnos a meccs ezen szakaszában a norvégok a játék minden elemében fölénk nőttek, ami azért sajnálatos, mert az első félidőben látottak alapján ennyivel nem tudnak többet nálunk a futballból. | ” |
| – Kiss László | |   |